# Meridiano 60 oeste
El Meridiano 60 oeste de Greenwich es una línea de longitud que se extiende desde el Polo Norte cruzando el Océano Ártico, Groenlandia, Norteamérica, el Océano Atlántico, Suramérica, Océano Antártico y la Antártida hasta llegar al polo sur.
El meridiano 60 oeste forma un gran círculo con el Meridiano 120 este.

## De polo a polo
Del polo norte al polo sur, este meridiano atraviesa:
| Coordenadas                       | País, territorio o mar | Notas |
| --------------------------------- | ---------------------- | --- |
| 90°0′N 60°0′O / 90.000, -60.000   | Océano Ártico          | |
| 83°28′N 60°0′O / 83.467, -60.000  | Mar de Lincoln         | |
| 81°56′N 60°0′O / 81.933, -60.000  | Groenlandia            | |
| 75°56′N 60°0′O / 75.933, -60.000  | Bahía de Baffin        | |
| 70°0′N 60°0′O / 70.000, -60.000   | Estrecho de Davis      | |
| 60°0′N 60°0′O / 60.000, -60.000   | Océano Atlántico       | Mar de Labrador |
| 55°24′N 60°0′O / 55.400, -60.000  | Canadá                 | Terranova y Labrador — Labrador Quebec — desde 52°0′N 60°0′O / 52.000, -60.000 |
| 50°14′N 60°0′O / 50.233, -60.000  | Golfo de San Lorenzo   | Pasando al este de Isla de St. Paul, Nueva Escocia, Canadá (en 47°13′N 60°8′O / 47.217, -60.133) |
| 47°14′N 60°0′O / 47.233, -60.000  | Estrecho de Cabot      | |
| 46°13′N 60°0′O / 46.217, -60.000  | Canadá                 | Nueva Escocia — Isla del Cabo Bretón |
| 45°53′N 60°0′O / 45.883, -60.000  | Océano Atlántico       | |
| 43°57′N 60°0′O / 43.950, -60.000  | Canadá                 | Nueva Escocia — Isla Sable |
| 43°56′N 60°0′O / 43.933, -60.000  | Océano Atlántico       | |
| 8°33′N 60°0′O / 8.550, -60.000    | Venezuela              | Delta Amacuro |
| 8°6′N 60°0′O / 8.100, -60.000     | Guyana                 | Territorio reclamado por Venezuela |
| 5°5′N 60°0′O / 5.083, -60.000     | Brasil                 | Roraima — durante aproximadamente 18 km |
| 4°55′N 60°0′O / 4.917, -60.000    | Guyana                 | Territorio reclamado por Venezuela |
| 4°30′N 60°0′O / 4.500, -60.000    | Brasil                 | Roraima Amazonas — desde 0°14′N 60°0′O / 0.233, -60.000 Mato Grosso — desde 8°46′S 60°0′O / -8.767, -60.000 Rondônia — desde 11°8′S 60°0′O / -11.133, -60.000 Mato Grosso — desde 11°28′S 60°0′O / -11.467, -60.000 Rondônia — desde 11°50′S 60°0′O / -11.833, -60.000 Mato Grosso — desde 12°41′S 60°0′O / -12.683, -60.000 |
| 16°16′S 60°0′O / -16.267, -60.000 | Bolivia                | |
| 19°18′S 60°0′O / -19.300, -60.000 | Paraguay               | |
| 24°2′S 60°0′O / -24.033, -60.000  | Argentina              | |
| 38°51′S 60°0′O / -38.850, -60.000 | Océano Atlántico       | |
| 51°18′S 60°0′O / -51.300, -60.000 | Islas Malvinas         | Isla Vigía e Isla Gran Malvina — reclamado por Argentina |
| 52°0′S 60°0′O / -52.000, -60.000  | Océano Atlántico       | |
| 60°0′S 60°0′O / -60.000, -60.000  | Océano Antártico       | |
| 62°27′S 60°0′O / -62.450, -60.000 | Islas Shetland del Sur | Isla Greenwich e Isla Livingston — reclamado por Argentina (Antártida Argentina), Chile (Provincia Antártica Chilena) y Reino Unido |
| 62°40′S 60°0′O / -62.667, -60.000 | Océano Antártico       | |
| 63°51′S 60°0′O / -63.850, -60.000 | Antártida              | Península antártica — reclamado por Argentina (Antártida Argentina), Chile (Provincia Antártica Chilena) y Reino Unido |
| 65°50′S 60°0′O / -65.833, -60.000 | Océano Antártico       | Mar de Weddell |
| 68°5′S 60°0′O / -68.083, -60.000  | Antártida              | reclamado por Argentina (Antártida Argentina), Chile (Provincia Antártica Chilena) y Reino Unido |
| 69°1′S 60°0′O / -69.017, -60.000  | Océano Antártico       | Mar de Weddell |
| 72°49′S 60°0′O / -72.817, -60.000 | Antártida              | reclamado por Argentina (Antártida Argentina), Chile (Provincia Antártica Chilena) y Reino Unido |
| 73°17′S 60°0′O / -73.283, -60.000 | Océano Antártico       | Mar de Weddell |
| 75°19′S 60°0′O / -75.317, -60.000 | Antártida              | reclamado por Argentina (Antártida Argentina), Chile (Provincia Antártica Chilena) y Reino Unido |